# Ceylanopsyche kaltenbachi
Ceylanopsyche kaltenbachi är en nattsländeart som beskrevs av Chantaramongkol och Malicky 1986. Ceylanopsyche kaltenbachi ingår i släktet Ceylanopsyche, överfamiljen Sericostomatoidea, ordningen nattsländor, klassen egentliga insekter, fylumet leddjur och riket djur. Inga underarter finns listade i Catalogue of Life.